# Гомес, Хуан Висенте
Хуа́н Висе́нте Го́мес (исп. Juan Vicente Gómez; 24 июля 1857, Ла-Мулера, Тачира, Венесуэла — 17 декабря 1935, Маракай, Арагуа, Венесуэла) — венесуэльский военный и государственный деятель, президент, диктатор Венесуэлы (1908—1935).

## Биография

### Юность и президентство Сиприано Кастро
Родился в известной семье андских землевладельцев, которые жили в Ла-Мулере. Практически не имел формального образования, в юности был пастухом крупного рогатого скота. По происхождению был почти чистокровным индейцем. Когда Гомесу исполнилось двадцать пять лет, умер его отец и он стал главой семьи.
Через три года он присоединяется к частной армии Сиприано Кастро, с которым давно дружил. Кастро назначил его полковником автономной армии штата Тачира. В 1892 году экс-президент Хоакин Креспо, воспользовавшись конституционным кризисом, поднял вооружённый мятеж, который должен был подавить Сиприано Кастро, однако потерпел поражение. Гомес и Кастро были вынуждены отправиться в изгнание в Колумбию до 1899 года. В этом году, в результате успешного восстания против президента Игнасио Андраде Трокониса они заняли сначала Тачиру, а затем и Каракас. Гомес был назначен губернатором федерального округа.
В 1901 году была принята новая конституция (с момента обретения независимости в 1831 по 1945 г. Венесуэла имела в общей сложности 22 версии конституции) — и Гомес вместе с генералом Рамоном Айяла стали вице-президентами. В декабре 1902 года выступил во главе правительственных войск для подавления восстания части военных и землевладельцев, после победы над ними получил прозвище «Миротворец». Военный триумф сделал его настолько популярным, что президент Кастро начал подозревать своего соратника в желании занять место главы государства. В 1906 году Кастро объявил о своём уходе с поста президента, чтобы проверить реакцию Гомеса, но тот не попался на провокацию.
В 1908 году президент отправился в Европу, чтобы пройти курс лечения, на этот раз он получил реальную возможность для организации переворота, которой и воспользовался. Он не дал Кастро вернуться в Венесуэлу, вынудив остаться его жить в изгнании.

### Во главе Венесуэлы
Когда Гомес пришёл к власти, многие полагали, что эпоха диктатур закончилась, и «миротворец» Гомес предоставит гражданам значительные свободы. Первоначально это представление подтверждалось: новый глава государства освободил политзаключённых и обратился к тем, кто был вынужден покинуть страну в годы правления Кастро, с призывом вернуться на родину. Была восстановлена свобода прессы, а срок президентских полномочий сокращён до четырёх лет. Правление Гомеса отличалось частой сменой основного закона страны — при нём было принято 7 Конституций (1909, 1914, 1922, 1925, 1928, 1929 и 1931 годов).
В 1910 году стал президентом. Находясь у власти, он стремился создать демократический фасад своему авторитарному правлению, однако раз за разом в Основной закон вносились поправки, расширявшие его личные полномочия. Формально покидая пост главы государства, он оставался Верховным главнокомандующим, лишая этих полномочий через Национальный конгресс своего преемника; возвращаясь на президентский пост, он вновь объединял эти должности. В 1922 году срок нахождения на посту главы государства был увеличен «под Гомеса» с четырёх до семи лет.
В 1914 году объявил себя конституционным диктатором и впоследствии законодательно подтвердил своё положение декретом 1922 года и принятием новой конституции 1925 года. В 1929 году был переизбран, но отказался занять президентский пост, предпочитая управлять страной в качестве верховного главнокомандующего. В 1931 году вновь стал президентом.

#### Внутренняя политика
В реализации внутренней политики был взят курс на усиление централизации государства, формирование властной вертикали, преодоление сепаратистских настроений среди региональных элит и лидеров, была введена система прямого контроля над сбором налогов, осуществлена реформа вооружённых сил, создана регулярная армия. В то же время президент назначал на ключевые должности лично преданных людей, преимущественно земляков, уроженцев штата Тачира. В их руках сосредоточились денежные потоки, в том числе от эксплуатации природных ресурсов страны, в первую очередь нефти.
С течением времени он начал жёстко подавлять не только мятежи, но и подвергать репрессиям тех, кто лишь критиковал его по отдельным вопросам. Под благовидным лозунгом: «Союз, мир и работа» суды безжалостно отправляли таких лиц в тюрьмы или приговаривали к дорожным работам. У попавших в немилость землевладельцев конфисковывали имения, отбирали собственность. Даже родного брата Гомеса, заподозренного во властных амбициях, в 1923 году устранили физически.
В результате старая региональная оппозиционная элита была разгромлена или изгнана из страны, а новая — долгое время не могла оформиться. Неожиданные для диктатора волнения произошли лишь в 1928 году. В феврале в Каракасе начались антиправительственные студенческие демонстрации, получившие поддержку населения столицы. Подобных потрясений гомесовский режим ещё не переживал. В ответ на казарменное положение были переведены все военнослужащие, включая слушателей Военной школы и даже почётный караул. Армейские патрули поддерживали действия полиции против демонстрантов. Вскоре беспорядки были подавлены. Однако в апреле ситуация ещё более осложнилась. Против Гомеса выступила группа военных, мятеж начался в казармах Сан-Карлос. Верные правительству войска были приведены в боевую готовность. Комендант Каракаса, генерал Лопес Контрерас лично вошёл в казармы и приказал арестовать мятежников. Его появление было неожиданным, и никто из заговорщиков не успел оказать сопротивления.
Став ещё более подозрительным, президент лично согласовывал кандидатуры депутатов парламента. Суды находились под жёстким контролем. Правительственный совет имел исключительно представительские функции, примечательно, что существовала и Общественная палата. После серии мятежей запретил все политические движения, в том числе компартию, основанную в 1931 году.
Отличительной особенностью правления Гомеса было то обстоятельство, что он регулярно как бы удалялся от дел и отправлялся в город Маракай, расположенный недалеко от столицы. В президентской резиденции «Мирафлорес», оставались номинальные фигуры, которые в его отсутствие исполняли протокольные функции, принимали зарубежных послов, участвовали в заседаниях и т. п.
Идеологическую базу режима сформировала теория «демократического цезаризма», или «необходимого жандарма», созданная социологом Лауреано Вальенильей Лансом. Её ключевым элементом являлся тезис о нерасположенности к самоуправлению традиций некоторых народов (в том числе венесуэльского). Из этого вытекала неизбежность появления сильного правителя — «цезаря», задачей которого является сочетание в управлении лучших атрибутов демократии и автократии. Правление цезаря позиционировалось как единственный способ преодолеть в обществе анархию, установить мир и порядок, необходимые для социального прогресса.
Вторым ключевым постулатом демократического цезаризма был тезис, что на венесуэльской почве не может привиться чуждая её природе англосаксонская модель демократии. Стране надлежит избрать особый путь, с учётом её исторических особенностей.
В последние годы его ореол «отца нации» и «сильного лидера» приобрёл для населения сакрально-зловещие черты. Он перестал появляться на публике, постоянно находясь в Маракае, его никто не видел, кроме родственников и ближайших доверенных лиц. Гражданам лишь «спускались» решения, которые они должны были беспрекословно выполнять.

#### Экономика
В сфере экономики именно в годы его правления начались добыча, промышленная переработка и экспорт углеводородного сырья, приносившая хорошие дивиденды. Приняв во внимание опыт Мексики, испытавшей в сходной ситуации большие трудности, он обратился к представителям зарубежных нефтяных компаний с предложением представить варианты совместной разработки нефтяных месторождений, с тем чтобы выбрать из них наиболее выгодное. После консультаций с экспертами, сумел заключить такие соглашения, которые гарантировали соблюдение интересов Венесуэлы и позволили выполнить все её финансовые обязательства. К концу его правления Венесуэла стала единственной страной в мире, не имеющей никаких долгов, страна вышла на второе место в мире по добыче нефти. В то же время критики диктатора утверждали, что только на взятках за предоставление концессий он обогатился на 30 млн долларов. Также диктатор подвергался критике за то, что взаимоотношения, установившиеся между его режимом и иностранными монополиями, явно ущемляли интересы Венесуэлы. В отсутствие каких-либо ограничений правового характера для иностранцев доля государства в доходах от эксплуатации собственных природных богатств была очень мала, позволяя некоторым компаниям ежегодно получать до 100 % прибыли.

#### Социальная политика
В социальной сфере диктатура Гомеса, несмотря на экономический рост, не привела к каким-либо позитивным изменениям. Жизненный и культурный уровень большинства граждан оставался крайне низким, к концу его правления 70 % детей и подростков были неграмотными и лишь 11 % посещали учебные заведения.
Несмотря на очевидные позитивные экономические результаты правления, венесуэльцы относились к диктатору негативно, и смерть Гомеса, последовавшая в 1935 году, вызвала всеобщее ликование. Венесуэльцы разгромили ряд правительственных зданий, редакций официальных газет и домов ближайших сподвижников Гомеса. В столице произошли столкновения между бесчинствующими толпами и полицией.

## Образ в литературе
Висенте Гомес стал одним из прототипов главного героя романа Габриэля Гарсия Маркеса «Осень патриарха». Гомес также является персонажем романа венесуэльского писателя Артуро Услара Пьетрри «Заупокойная месса». Аллегорически времена диктатуры изображены в сказке венесуэльца Антонио Аррайса «Дядюшка Ягуар и дядюшка Кролик».